# Charles Bergstresser
Charles M. Bergstresser (1859 – 1923)  était un journaliste américain. C'est le cofondateur du Wall Street Journal et de la Dow Jones and Company avec Charles Dow et Edward Jones.